# Salix cathayana
Salix cathayana là một loài thực vật có hoa trong họ Liễu. Loài này được Diels miêu tả khoa học đầu tiên năm 1912.